# مردم کیسی
مردم کیسی یک گروه قومی زبانی اهل آفریقای غربی هستند. آنها چهارمین گروه قومی پرجمعیت در گینه می‌باشند. بعد از آن مردم کیسی در لیبریا و سیرالئون نیز پیدا می‌شوند. آنها به زبان کیسی صحبت می‌کنند که آنها هم به شاخه مل از خانواده زبان‌های نیجر-کنگو وابسته است. کیسی‌ها برای ساختن سبد و بافندگی روی دستگاه‌های بافندگی عمودی مشهور هستند. در زمان‌های پیشین مردم کیسی به علت مهارت‌های آهن کاری خود معروف بودند، چون کشور و همسایگان آن دارای ذخایر غنی آهن هستند.
به مردم کیسی آسی، باکوآ، دن، گیزی، کیسی، کیسیا، کیسی یا کالن نیز گفته می‌شود.

## تاریخچه
به گزارش مردم آفریقا، سنت کیسی بر این باور است که آنها پیش از قرن هفدهم در ناحیه نیجر علیا مستقر بودند. ظاهراً آنان در قسمت جنوبی فوتا جالون مشغول زندگی بودند تا زمانی که مردم یالونکا آنان را اخراج کردند. پس از سال ۱۶۰۰، آنها به سمت غربی آن ناحیه مهاجرت کردند و بعد از آن لیمباها را در راهپیمایی خود اخراج نمودند، اما در معرض تهدید دائمی کورانکوها قرار داشتند.